# Kreis Oberengadin
| Oberengadin           | Oberengadin         |
| --------------------- | ------------------- |
| Oberengadin           |                     |
| Basisdaten            |                     |
| Staat:                | Schweiz             |
| Kanton:               | Graubünden (GR)     |
| Bezirk:               | Maloja              |
| Hauptort:             | Samedan             |
| Fläche:               | 722,16 km²          |
| Einwohner:            | 16'973 (31.12.2009) |
| Bevölkerungsdichte:   | 24 Einw. pro km²    |
| Aufgehoben am:        | 31. Dezember 2017   |
| Karte                 |                     |
| Karte von Oberengadin |                     |

Der Kreis Oberengadin war bis am 31. Dezember 2015 einer von insgesamt 39 Kreisen des Kantons Graubünden in der Schweiz. Er umfasste den grössten Teil des Oberengadins. Zusammen mit dem Kreis Bergell bildete er den Gerichts- und Verwaltungsbezirk Bezirk Maloja. Durch die Bündner Gebietsreform wurden die Kreise aufgehoben. Der Kreis Oberengadin wurde per 31. Dezember 2017 aufgelöst. Aufgaben des Kreises wurden ab diesem Datum von der neu gebildeten Region Maloja gelöst. Die Region Maloja dient der wirkungsvollen Erfüllung der Aufgaben der Regionsgemeinden und der gemeinsamen verbindlichen Beschlussfassung in regionalen Angelegenheiten.
Der Region Maloja gehören die Gemeinden des Oberengadins und das Bergell an.

## Verwaltungsgliederung
Flächenmässig umfasste der Kreis Oberengadin 722,16 km² und somit 74,17 % der Gesamtfläche des Bezirks Maloja. Von den insgesamt 18'035 Einwohnern des Bezirks lebten rund 91,5 % in den 11 politischen Gemeinden des Kreises Oberengadin:
| Wappen               | Name der Gemeinde    | Einwohner (Dez. 2009) | Fläche in km² | BFS-Nr |
| -------------------- | -------------------- | --------------------- | ------------- | ------ |
| Bever                | Bever                | 648                   | 45,75         | 3781   |
| Celerina/Schlarigna  | Celerina/Schlarigna  | 1488                  | 24,02         | 3782   |
| La Punt Chamues-ch   | La Punt Chamues-ch   | 719                   | 63,27         | 3785   |
| Madulain             | Madulain             | 202                   | 16,28         | 3783   |
| Pontresina           | Pontresina           | 2004                  | 118,19        | 3784   |
| St. Moritz           | St. Moritz           | 5175                  | 28,69         | 3787   |
| Samedan              | Samedan              | 2976                  | 113,80        | 3786   |
| S-chanf              | S-chanf              | 682                   | 138,03        | 3788   |
| Sils im Engadin/Segl | Sils im Engadin/Segl | 754                   | 63,57         | 3789   |
| Silvaplana           | Silvaplana           | 1002                  | 44,77         | 3790   |
| Zuoz                 | Zuoz                 | 1323                  | 65,79         | 3791   |

Kreishauptort und Verwaltungssitz war die Gemeinde Samedan. Kreispräsident war Gian Duri Ratti (BDP). Der Kreispräsident amtete auch als Präsident der Kommissionen zu den Kreisaufgaben und war für die administrative Leitung der Kreisverwaltung sowie den Vollzug der Beschlüsse des Kreisrates verantwortlich.

## Geschichte
Historisch entstand der Kreis Oberengadin wie alle anderen Kreise Graubündens im Jahre 1851 im Zuge der vollständigen Neuordnung des Kantons in politischer, administrativer und gerichtlicher Hinsicht. Geografisch gelten die Kreise als Nachfolger der Gerichtsgemeinden, deren Aufgaben und Kompetenzen mit Kanton, Bezirken und Gemeinden zu teilen waren.
Die Kreise waren Selbstverwaltungskörperschaften und Wahlkreise für den Grossen Rat. Ihnen oblagen Teile der Gerichtsbarkeit sowie das Betreibungs-, Vormundschafts- und Zivilstandswesen. Der Kreis Oberengadin trug mit 11 von 16 Gemeinden des Bezirks Maloja die Verantwortung für die regionalen Aufgaben, wie die Regionalplanung, das Spital Oberengadin, das Alters- und Pflegeheim Oberengadin, die Verwaltung des Öffentlichen Verkehrs und die Führung der Musikschule Oberengadin.